# Вивијанит
Вивијанит је хидратисани гвожђе фосфат. У природи се јавља као секундарни минерал и то често у виду тамноплавих до тамноплавозелених призматичних до пљоснатих кристала микроскопске величине. Крупнији примерци су веома ретки.